# Saint-Laurent-sur-Sèvre
Saint-Laurent-sur-Sèvre là một xã ở tỉnh Vendée trong vùng Pays de la Loire, Pháp. Xã này có diện tích 15,79 kilômét vuông, dân số năm 2006 là 2411 người. Xã này nằm ở khu vực có độ cao trung bình 110 mét trên mực nước biển.